# Governo Verhofstadt I
Il Governo Verhofstadt I è stato il governo federale del Belgio dal 12 luglio 1999 al 12 luglio 2003.
È stato il primo governo guidato dal primo ministro Guy Verhofstadt (VLD). Consisteva tra i liberali e democratici fiamminghi (VLD), il Partito Riformatore Liberale di lingua francese (PRL), il Partito Socialista fiammingo (SP), il Partito Socialista di lingua francese (PS), il partito verde fiammingo Agalev e il partito verde di lingua francese Ecolo. Poiché comprendeva liberali, socialisti e verdi, era anche conosciuto come una coalizione "viola-verde".
È l'unica coalizione nella storia belga che includeva partiti ecologici.
Durante la sua vita, il governo ha subito alcuni cambiamenti di personale. Così ad esempio Jaak Gabriëls e Rudy Demotte si sono rispettivamente trasferiti nel governo fiammingo e nel governo della Comunità francese, Pierre Chevalier (problemi legali in Svizzera) e Magda Aelvoet (in segno di protesta contro la vendita di armi belga in Nepal) hanno prematuramente dichiarato le loro dimissioni. Due settimane prima delle elezioni, in aggiunta, i due rappresentanti francofoni dei Verdi di Ecolo, Isabelle Durant e Olivier Deleuze, hanno concluso la loro attività di governo e si sono dimessi, lasciando il legislatore, con un finale di putiferio. La ragione di ciò è stato il disaccordo sul piano della compagnia aerea, che doveva trasportare alcuni voli notturni dall'aeroporto di Bruxelles-Zaventem sulla città di Bruxelles.
Nelle elezioni del 18 maggio 2003, i Verdi persero numerosi voti, mentre i soli liberali e socialisti potevano fare la maggioranza. Il 12 luglio 2003, il governo Verhofstadt I è stato sostituito dal governo Verhofstadt II